# Lupanar (banda)
Lupanar foi uma banda portuguesa formada em 2000 por Ana Bacalhau, Carlos Vann, Dídio Pestana, Gonçalo Tocha, Jan Peuckert, José Pedro Leitão e
Tiago Rebelo.

## História
Os Lupanar nascem no ano 2000, do encontro de Ana Bacalhau, Dídio Pestana e Gonçalo Tocha, então todos alunos da Faculdade de Letras da Universidade de Lisboa. Nesse ano e no seguinte, dão concertos em várias salas da cidade , contando com a associação Abril em Maio como primeiro espaço de ensaios e de apresentações . Mas é em 2002 que a banda atinge o seu auge de popularidade, num concerto dado na Aula Magna da Universidade de Lisboa .
No ano de 2003, a banda participa numa compilação de homenagem a Carlos Paredes, com uma versão de "Encruzilhada Em Restos Menores" .
Em 2005, os Lupanar lançam o seu único disco oficial, com a colaboração de Carlos Guerreiro e Nuno Reis, produzido por José Moz Carrapa  . Apesar de bem recebido, a banda desintegra-se pouco tempo depois, dando um concerto de despedida na discoteca B'Leza .
A linha gráfica dos cartazes de alguns concertos entre 2002 e 2006 e do álbum dos Lupanar, reconhecível pelos seus desenhos naturalistas e de influência soviética, esteve a cargo de Luís Manuel Gaspar.

## Formação
- Ana Bacalhau (voz)
- Carlos Vann (percussão e marimbas)
- Dídio Pestana (guitarra eléctrica e outros barulhos)
- Gonçalo Tocha (guitarra acústica, voz e tambor)
- Jan Peuckert (acordeão)
- José Pedro Leitão (contrabaixo)
- Luís Fernandes (percussão)
- Tiago Rebelo (bateria)

## Discografia
- Abertura (2005)

### Colaborações
- Movimentos Perpétuos - Música Para Carlos Paredes (2003) - "Encruzilhada Em Restos Menores"